# コルクビョン

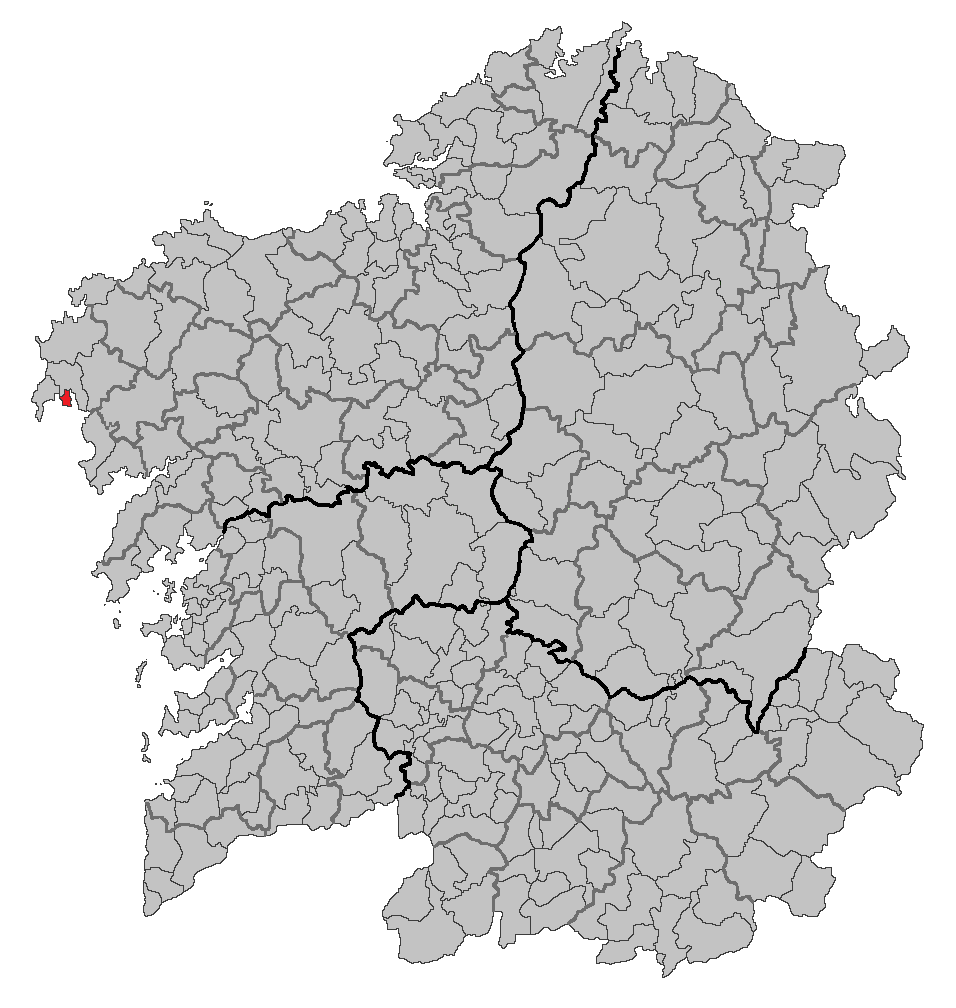

コルクビョン（Corcubión）は、スペイン、ガリシア州、ア・コルーニャ県の自治体、コマルカ・デ・フィステーラに属する。ア・コルーニャ県にある自治体で最も面積が小さい。ガリシア統計局によると、2010年の人口は1,803人（2009年の：1,815人、2006年：1,912人、2005年：1,927人、2004年：1,964人、2003年：1,997人）である。住民呼称はcorcubionés/-esa。
ガリシア語話者の自治体住民に占める割合は96.99％（2001年）。

## 地理
コルクビョンはア・コルーニャ県の西部に位置し、コマルカ・デ・フィステーラに属する。コルクビョンは半島状の地形で、隣接する自治体は北のセーのみで、東はリア・デ・コルクビョンに、南と西は大西洋に面している。自治体の中心地区は、コルクビョン教区のコルクビョン地区。

### 人口
| コルクビョンの人口推移 1900－2010                       |
|                                                         |
| 出典:INE（スペイン国立統計局）1900年 - 1991年、1996年 - |

## 政治
自治体首長はガリシア社会党（PSdeG-PSOE）のフランシスコ・レーマ・フエンテス（Francisco Lema Fuentes）、自治体評議員はガリシア社会党：4、ガリシア民族主義ブロック（BNG）：4、ガリシア国民党（PPdeG）：1となっている（2007年の自治体選挙の結果、得票順）。

## 教区
コルクビョンは2つの教区に分けられている。太字は自治体中心地区のある教区。
- コルクビョン（サン・マルコス）
- レドンダ（サン・ペドロ）